# Leichtathletik-Weltmeisterschaften 2009/Kugelstoßen der Männer

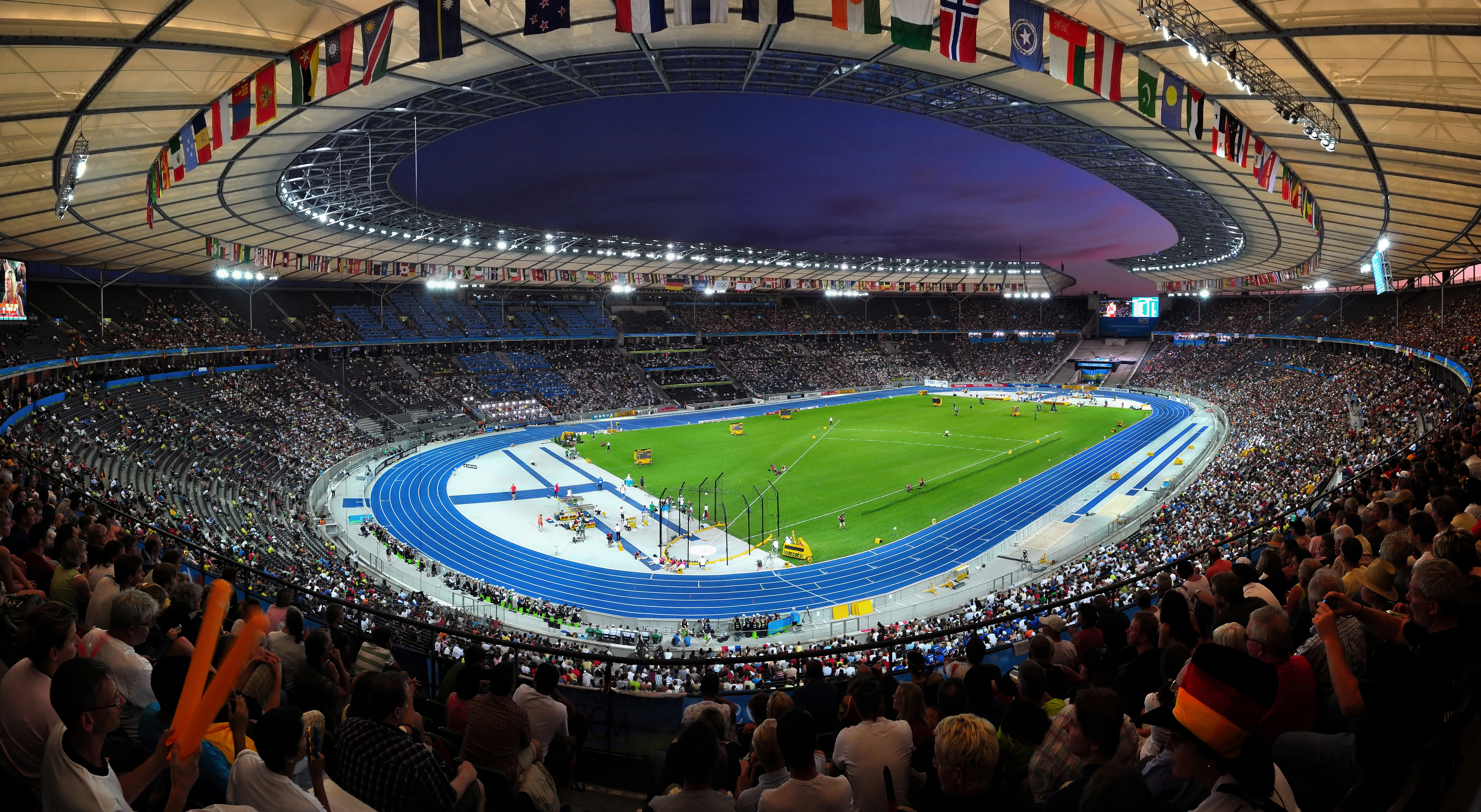
Das Berliner Olympiastadion während der Leichtathletik-Weltmeisterschaften

Das Kugelstoßen der Männer bei den Leichtathletik-Weltmeisterschaften 2009 wurde am 15. August 2009 im Olympiastadion der deutschen Hauptstadt Berlin ausgetragen.
Weltmeister wurde der US-amerikanische Olympiazweite von 2008 Christian Cantwell. Er gewann vor dem aktuellen Olympiasieger Tomasz Majewski aus Polen. Bronze ging an den amtierenden Europameister und EM-Dritten von 2002 Ralf Bartels aus Deutschland.

## Bestehende Rekorde
| Weltrekord               | 23,12 m | Randy Barnes   | Los Angeles, USA        | 20. Mai 1990    |
| Weltmeisterschaftsrekord | 22,23 m | Werner Günthör | WM 1987 in Rom, Italien | 29. August 1987 |

Der bereits seit 1987 bestehende WM-Rekord wurde bei diesen Weltmeisterschaften nicht erreicht. Allerdings fehlten dem US-amerikanischen Weltmeister Christian Cantwell im Finale mit seinem Siegesstoß nur zwanzig Zentimeter.
Weltmeister Christian Cantwell stellte im Finale mit 22,03 m eine neue Weltjahresbestleistung auf.

## Doping
In diesem Wettbewerb wurden zwei belarussische Dopingbetrüger disqualifiziert:
- Pawel Lyschyn, zunächst Sechster, wurde 2016 bei Nachtests die Verwendung von Turinabol während der Olympischen Spiele 2008 nachgewiesen. Mehrere seiner Resultate wurden ihm aberkannt, darunter das Resultat von diesen Weltmeisterschaften.[2]
- Andrej Michnewitsch, der ursprünglich den siebten Platz belegt hatte, wurde als Mehrfachtäter vom 26. Dezember 2012 an lebenslang gesperrt. Alle seine Ergebnisse beginnend mit den Weltmeisterschaften 2005 wurden gestrichen.[3]

Leidtragende waren hier in erster Linie vier Athleten:
- Zwei Kugelstoßern, die am Ende unter den besten Acht platziert waren, hätten im Finale drei weitere Versuche zugestanden:
  - Hamza Alić, Bosnien und Herzegowina
  - Pawel Sofjin, Russland
- Zwei Wettbewerber hätten am Finale teilnehmen können, da sie nach der Qualifikation unter den besten Zwölf platziert waren:
  - Sultan Abdulmajeed al-Habashi, Saudi-Arabien
  - Justin Anlezark, Australien

## Legende
Kurze Übersicht zur Bedeutung der Symbolik – so üblicherweise auch in sonstigen Veröffentlichungen verwendet:
| – | verzichtet |
| x | ungültig   |

## Qualifikation
15. August 2009, 10:05 Uhr
36 Teilnehmer traten in zwei Gruppen zur Qualifikationsrunde an. Die Qualifikationsweite für den direkten Finaleinzug betrug 20,30 m. Sechs Athleten übertrafen diese Marke (hellblau unterlegt). Das Finalfeld wurde mit den sechs nächstplatzierten Sportlern auf zwölf Wettbewerber aufgefüllt (hellgrün unterlegt). So mussten schließlich 20,10 m für die Finalteilnahme erbracht werden.

### Gruppe A
| Platz | Name                          | Nation                  | Resultat (m) | 1. Versuch (m) | 2. Versuch (m) | 3. Versuch (m) | Anmerkung                              |
| 1     | Tomasz Majewski               | Polen                   | 21,19        | 21,19          | –              | –              |                                        |
| 2     | Christian Cantwell            | USA                     | 20,63        | x              | 20,63          | –              |                                        |
| 3     | Adam Nelson                   | USA                     | 20,50        | 20,50          | –              | –              |                                        |
| 4     | Miroslav Vodovnik             | Slowenien               | 20,22        | 19,80          | 20,22          | 20,05          |                                        |
| 5     | Peter Sack                    | Deutschland             | 20,20        | 20,09          | 20,20          | 19,98          |                                        |
| 6     | Pawel Sofjin                  | Russland                | 20,16        | x              | x              | 20,16          |                                        |
| 7     | Hamza Alić                    | Bosnien und Herzegowina | 20,10        | x              | 20,01          | 20,10          |                                        |
| 8     | Sultan Abdulmajeed al-Habashi | Saudi-Arabien           | 20,04        | 19,91          | x              | 20,04          | eigentlich für das Finale qualifiziert |
| 9     | Justin Anlezark               | Australien              | 19,94        | 19,94          | 19,41          | 19,33          | eigentlich für das Finale qualifiziert |
| 10    | Māris Urtāns                  | Lettland                | 19,89        | 19,89          | x              | x              |                                        |
| 11    | Dylan Armstrong               | Kanada                  | 19,86        | 19,46          | 19,86          | x              |                                        |
| 12    | Carlos Véliz                  | Kuba                    | 19,62        | 18,82          | 19,62          | 19,48          |                                        |
| 13    | Nedžad Mulabegović            | Kroatien                | 19,15        | 19,15          | x              | x              |                                        |
| 14    | Waleri Kokojew                | Russland                | 19,13        | 18,02          | 19,13          | 18,90          |                                        |
| 15    | Yasser Farag                  | Ägypten                 | 18,69        | 18,40          | 18,69          | 18,54          |                                        |
| 16    | Borja Vivas                   | Spanien                 | 18,38        | 17,70          | 18,38          | x              |                                        |
| 17    | Adriatik Hoxha                | Albanien                | 15,89        | 15,78          | 15,89          | x              |                                        |
| DOP   | Pawel Lyschyn                 | Belarus                 |              |                |                |                | für das Finale zugelassen              |

In Qualifikationsgruppe A ausgeschiedene Kugelstoßer:

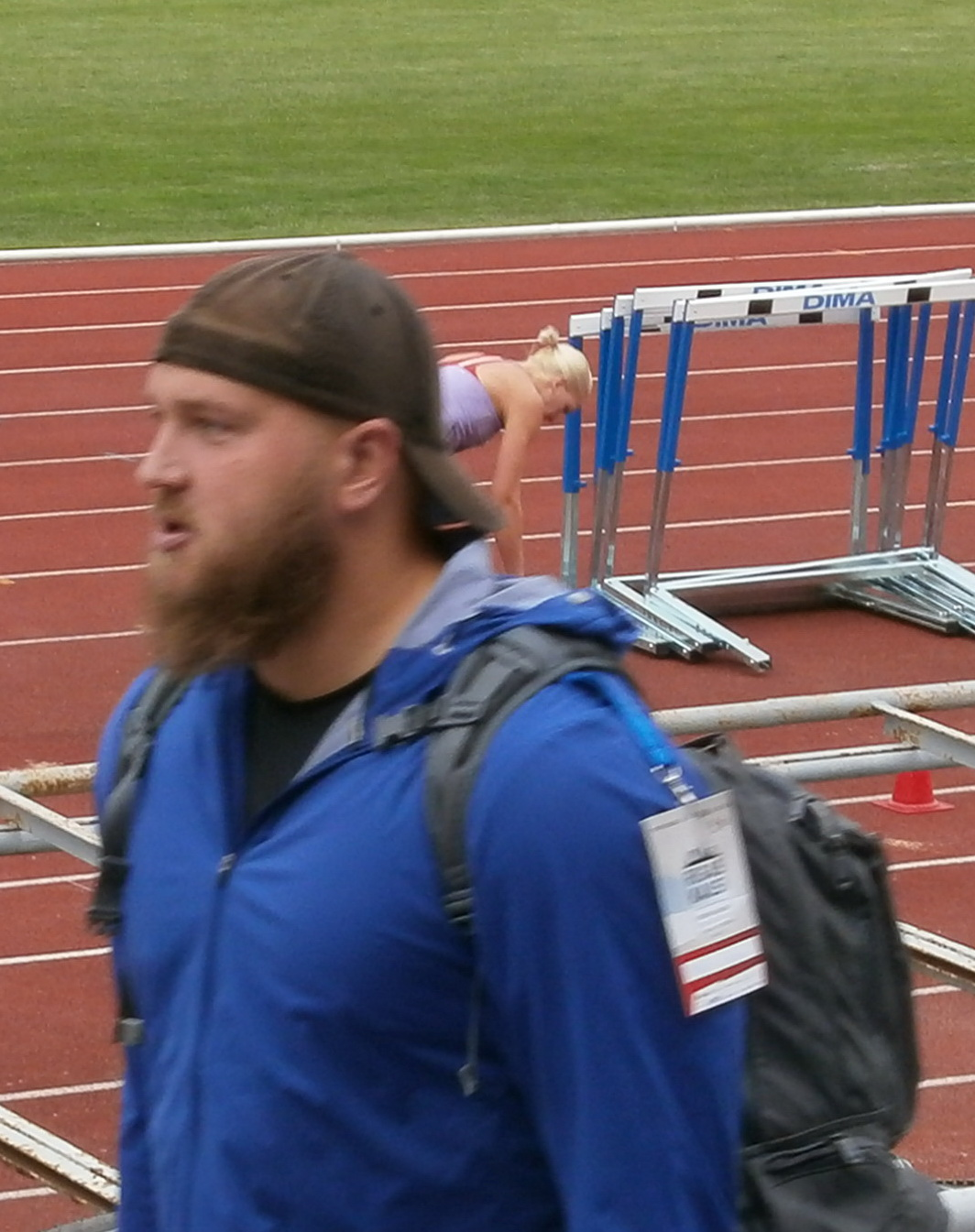
Māris Urtāns Rang zehn mit 19,89 m
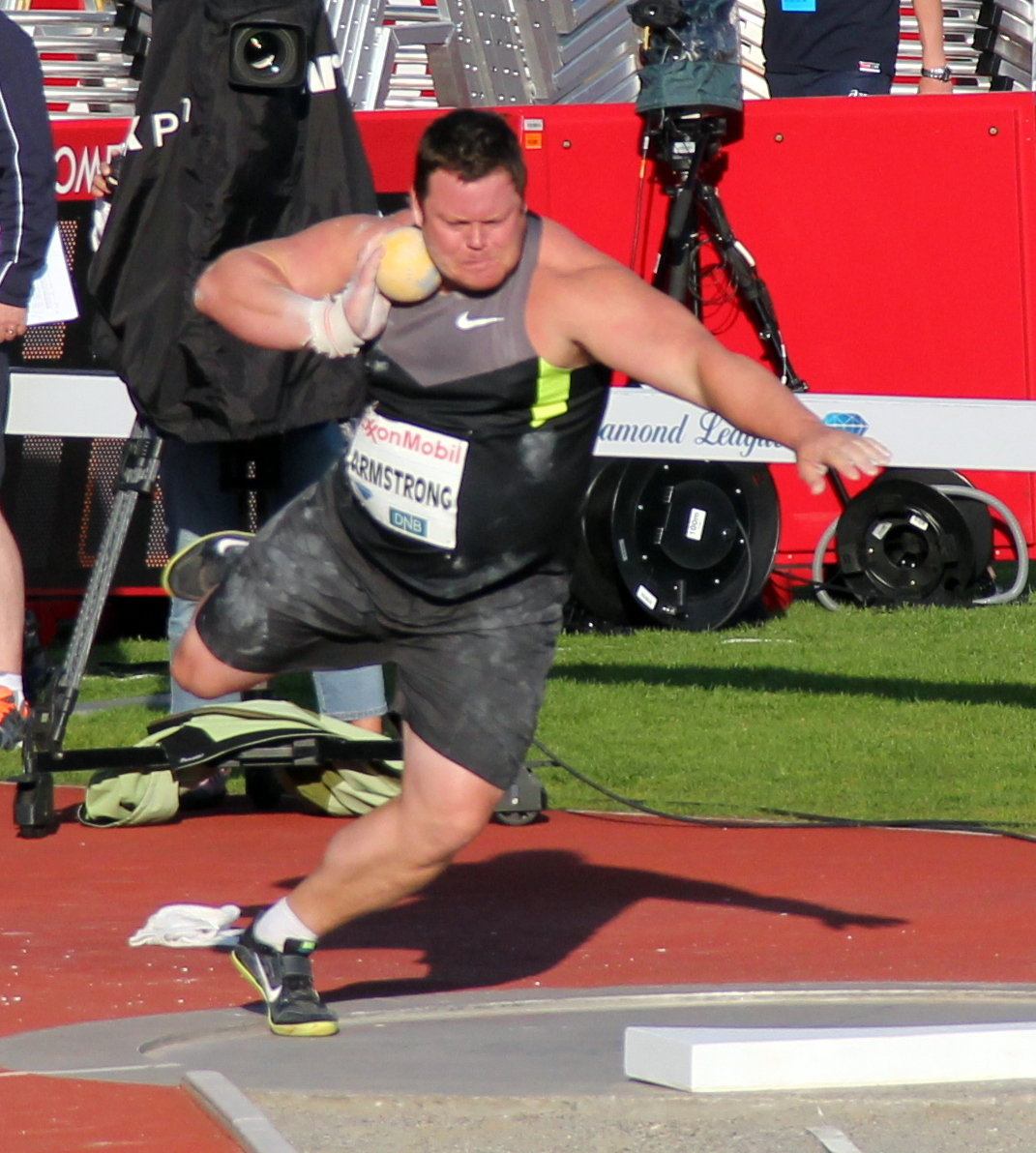
Dylan Armstrong Rang elf mit 19,86 m
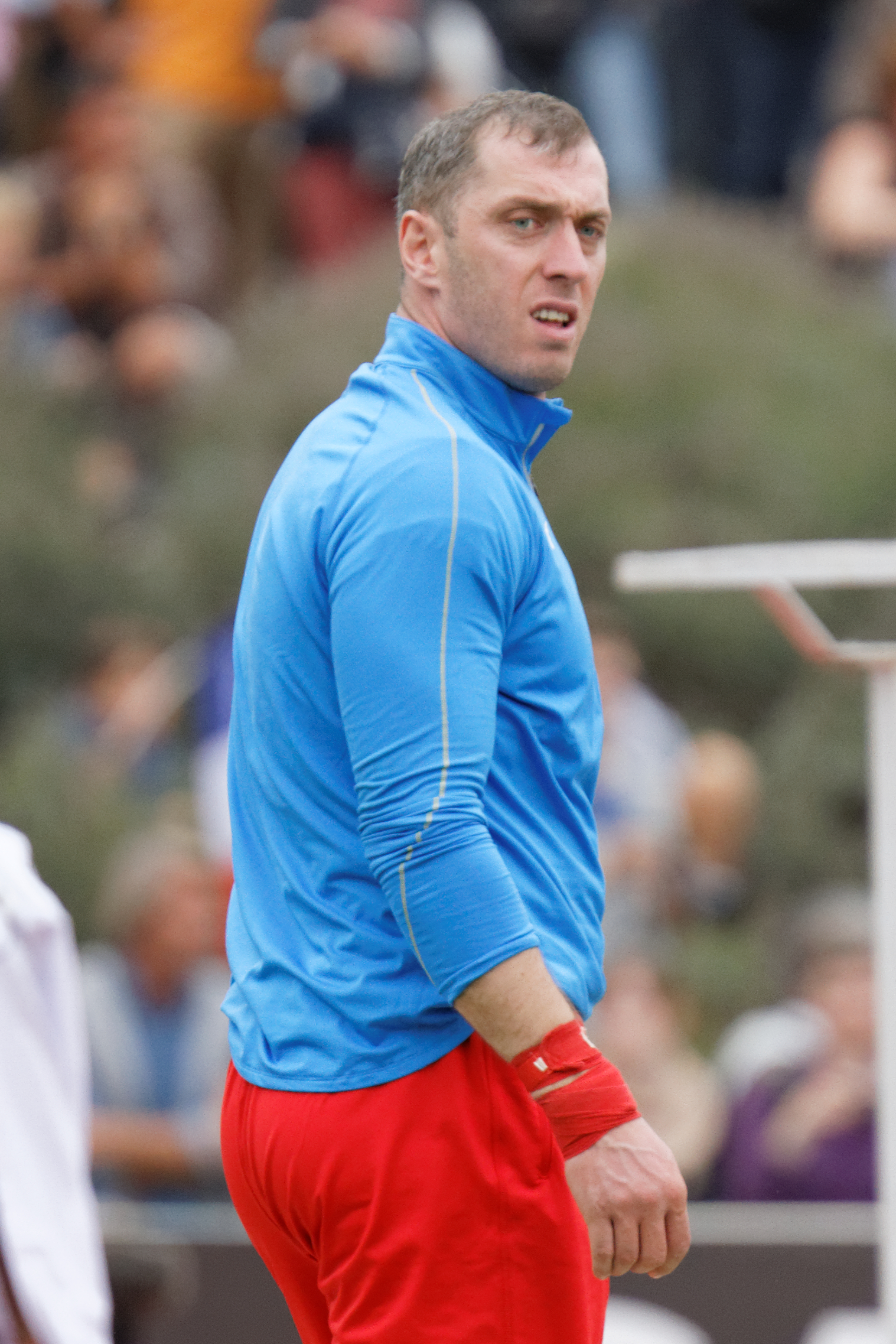
Waleri Kokojew Rang vierzehn mit 19,13 m

### Gruppe B

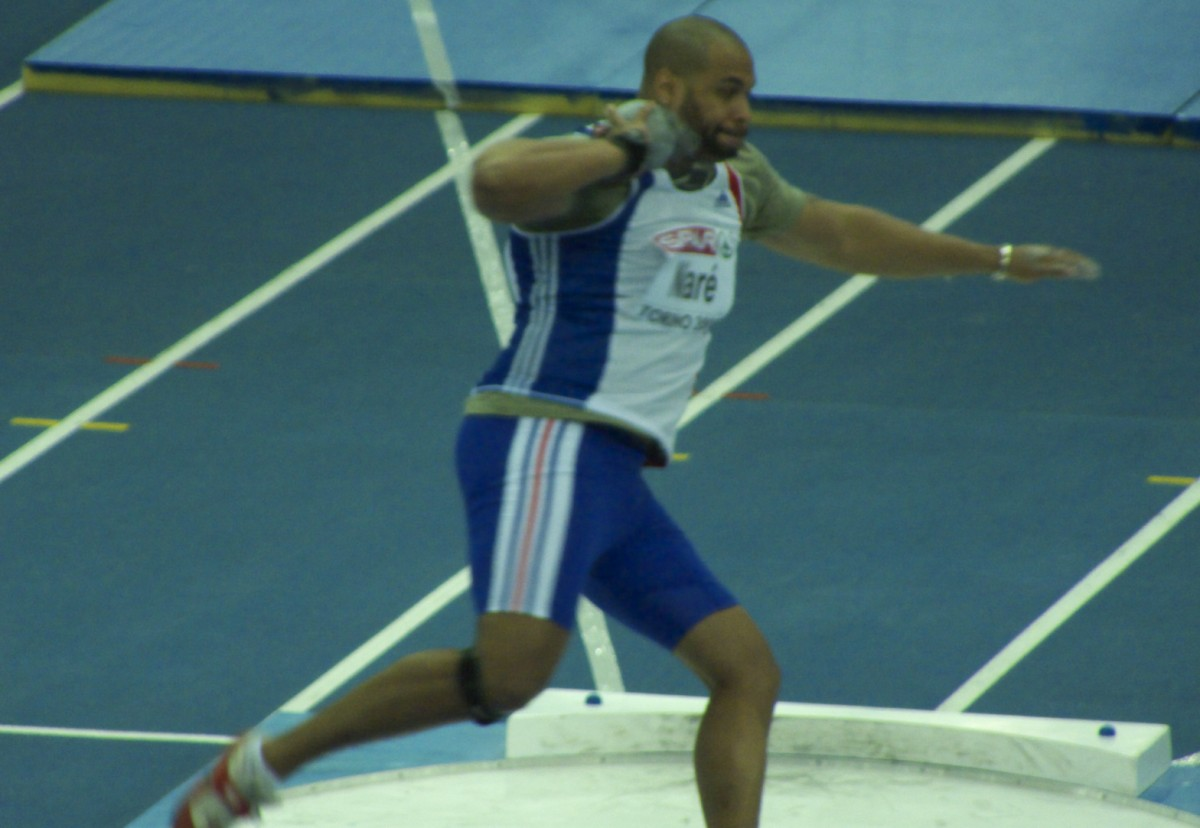
Yves Niaré Rang dreizehn mit 19,37 m
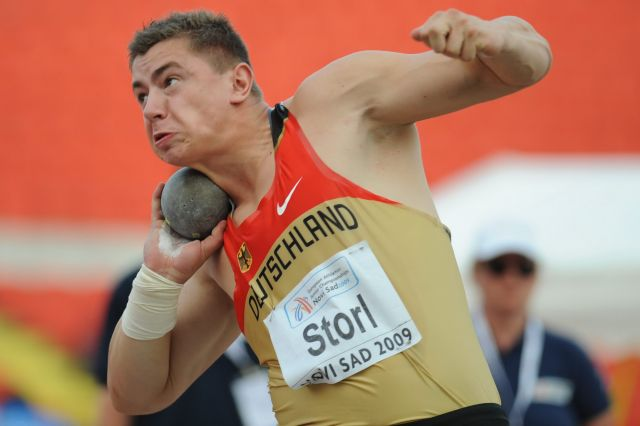
David Storl Rang vierzehn mit 19,19 m
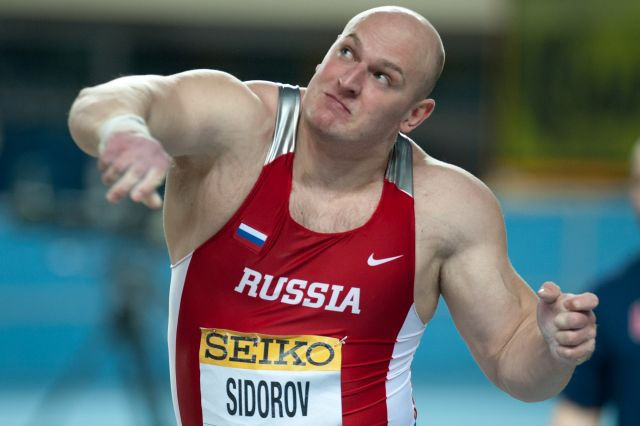
Maxim Sidorow Rang fünfzehn mit 18,92 m
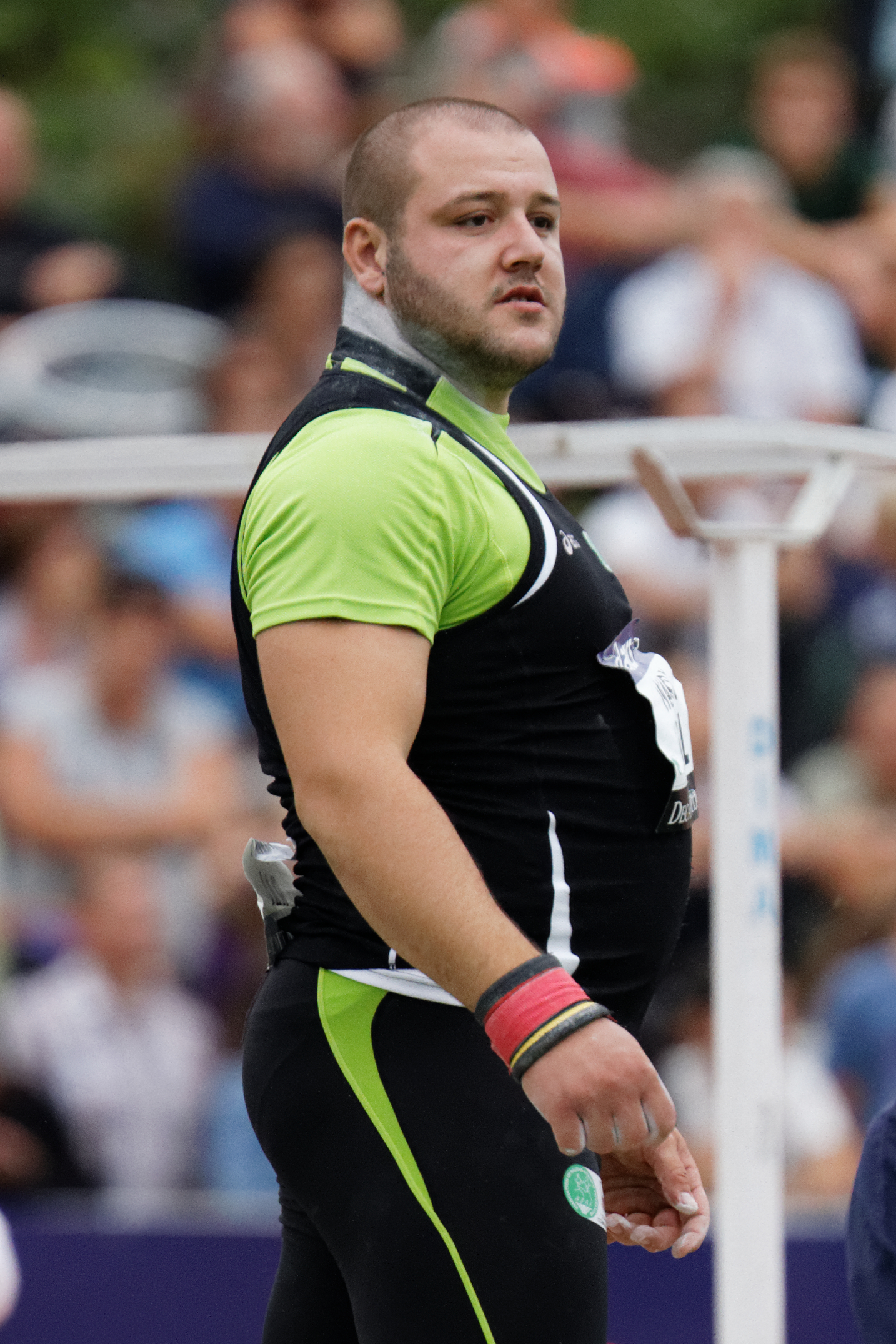
Georgi Iwanow Rang sechzehn mit 18,11 m

| Platz | Name                | Nation         | Resultat (m)              | 1. Versuch (m)            | 2. Versuch (m)            | 3. Versuch (m)            |
| 1     | Ralf Bartels        | Deutschland    | 20,41                     | 20,16                     | x                         | 20,41                     |
| 2     | Reese Hoffa         | USA            | 20,23                     | 20,23                     | 19,90                     | x                         |
| 3     | Carl Myerscough     | Großbritannien | 20,17                     | 20,17                     | x                         | 19,79                     |
| 4     | Taavi Peetre        | Estland        | 19,91                     | 19,91                     | 19,79                     | 19,69                     |
| 5     | Marco Fortes        | Portugal       | 19,81                     | 18,70                     | x                         | 19,81                     |
| 6     | Manuel Martínez     | Spanien        | 19,80                     | 19,74                     | 19,80                     | 19,73                     |
| 7     | Antonín Žalský      | Tschechien     | 19,77                     | 19,63                     | 19,46                     | 19,77                     |
| 8     | Jury Bjalou         | Belarus        | 19,75                     | 19,38                     | 19,75                     | 19,35                     |
| 9     | Asmir Kolašinac     | Serbien        | 19,67                     | 19,62                     | 19,67                     | x                         |
| 10    | Lajos Kürthy        | Ungarn         | 19,64                     | 19,16                     | 19,64                     | x                         |
| 11    | Scott Martin        | Australien     | 19,52                     | 19,15                     | 19,52                     | 19,45                     |
| 12    | Daniel Taylor       | USA            | 19,39                     | x                         | x                         | 19,39                     |
| 13    | Yves Niaré          | Frankreich     | 19,37                     | x                         | x                         | 19,37                     |
| 14    | David Storl         | Deutschland    | 19,19                     | 19,19                     | x                         | 19,18                     |
| 15    | Maxim Sidorow       | Russland       | 18,92                     | 18,92                     | 18,77                     | x                         |
| 16    | Georgi Iwanow       | Bulgarien      | 18,11                     | 18,11                     | x                         | x                         |
| NM    | Germán Lauro        | Argentinien    | ogV                       | x                         | x                         | x                         |
| DOP   | Andrej Michnewitsch | Belarus        | für das Finale zugelassen | für das Finale zugelassen | für das Finale zugelassen | für das Finale zugelassen |

In Qualifikationsgruppe B ausgeschiedene Kugelstoßer:

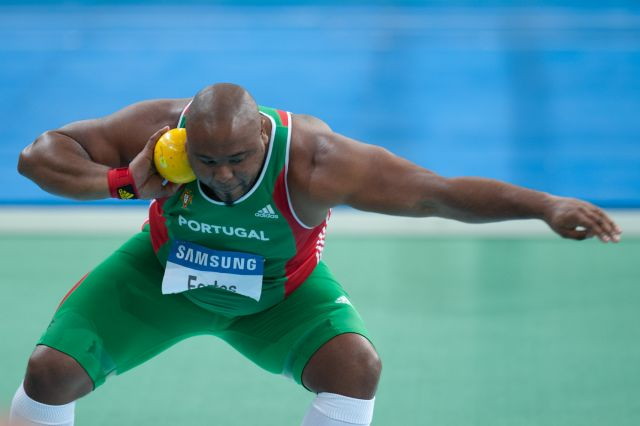
Marco Fortes Rang fünf mit 19,81 m
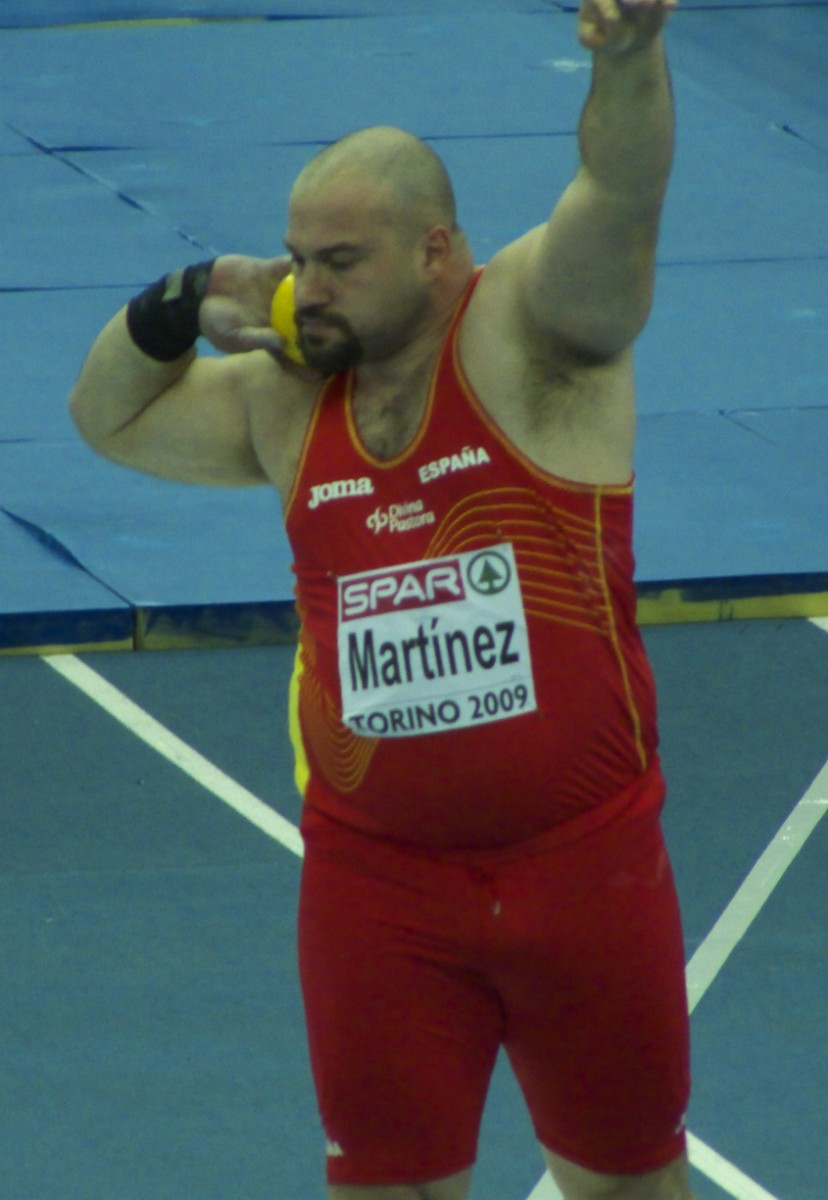
Manuel Martínez Rang sechs mit 19,80 m
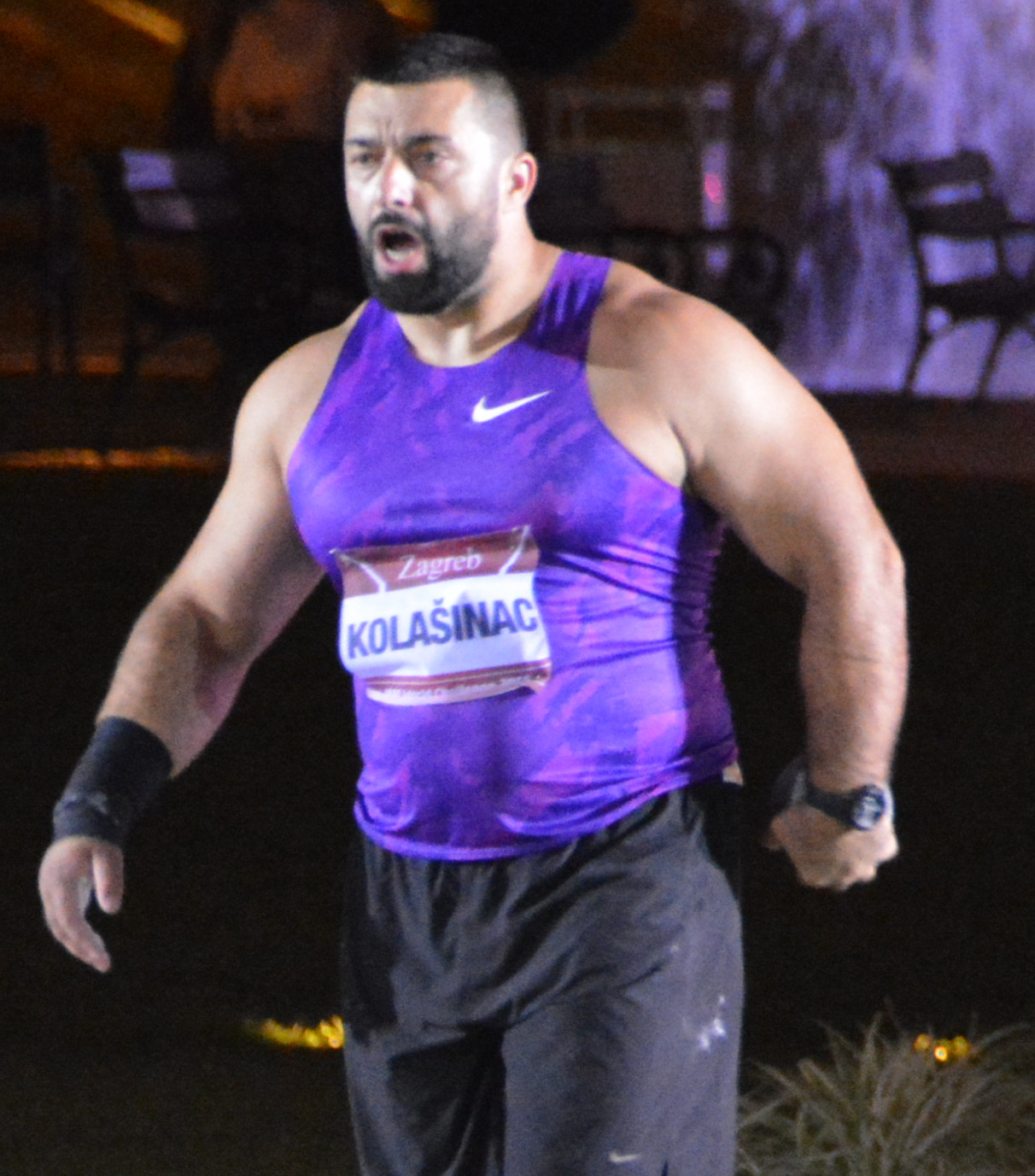
Asmir Kolašinac Rang neun mit 19,67 m
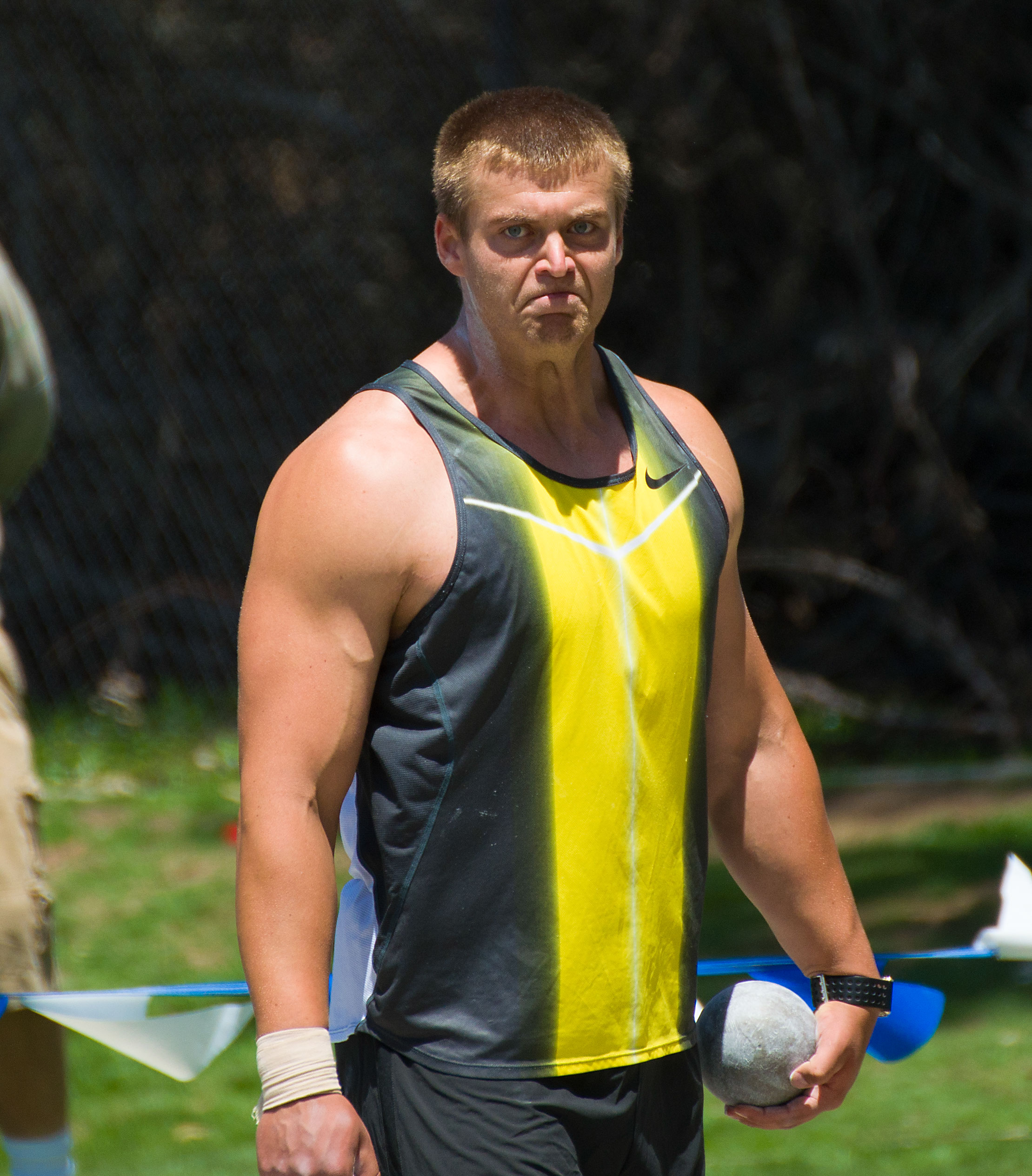
Lajos Kürthy Rang zehn mit 19,64 m

- Yves Niaré
Rang dreizehn mit 19,37 m
- David Storl
Rang vierzehn mit 19,19 m
- Maxim Sidorow
Rang fünfzehn mit 18,92 m
- Georgi Iwanow
Rang sechzehn mit 18,11 m

## Finale
15. August 2009, 20:15 Uhr
| Platz | Name                | Nation                  | Resultat (m) | 1. Versuch (m) | 2. Versuch (m) | 3. Versuch (m) | 4. Versuch (m)                                | 5. Versuch (m)                                | 6. Versuch (m)                                |
| 1     | Christian Cantwell  | USA                     | 22,03 WL     | 21,54          | 20,72          | 21,03          | 21,21                                         | 22,03                                         | –                                             |
| 2     | Tomasz Majewski     | Polen                   | 21,91        | 21,36          | 21,19          | 20,80          | 21,68                                         | 21,91                                         | 21,18                                         |
| 3     | Ralf Bartels        | Deutschland             | 21,37        | 20,35          | 20,18          | 21,37          | 20,80                                         | 20,94                                         | 21,20                                         |
| 4     | Reese Hoffa         | USA                     | 21,27        | 21,02          | x              | 20,95          | 21,14                                         | 20,97                                         | 21,28                                         |
| 5     | Adam Nelson         | USA                     | 21,11        | 21,11          | 20,03          | x              | x                                             | x                                             | x                                             |
| 6     | Miroslav Vodovnik   | Slowenien               | 20,50        | 19,60          | 19,50          | 20,50          | x                                             | 19,82                                         | 20,14                                         |
| 7     | Hamza Alić          | Bosnien und Herzegowina | 20,00        | 20,00          | x              | 19,80          | eigentlich zu drei weiteren Stößen berechtigt | eigentlich zu drei weiteren Stößen berechtigt | eigentlich zu drei weiteren Stößen berechtigt |
| 8     | Pawel Sofjin        | Russland                | 19,89        | 19,89          | 19,69          | 19,85          | eigentlich zu drei weiteren Stößen berechtigt | eigentlich zu drei weiteren Stößen berechtigt | eigentlich zu drei weiteren Stößen berechtigt |
| 9     | Carl Myerscough     | Großbritannien          | 18,42        | 18,42          | x              | x              | nicht im Finale der besten acht Athleten      | nicht im Finale der besten acht Athleten      | nicht im Finale der besten acht Athleten      |
| NM    | Peter Sack          | Deutschland             | ogV          | x              | x              | x              | nicht im Finale der besten acht Athleten      | nicht im Finale der besten acht Athleten      | nicht im Finale der besten acht Athleten      |
| DOP   | Pawel Lyschyn       | Belarus                 |              |                |                |                |                                               |                                               |                                               |
| DOP   | Andrej Michnewitsch | Belarus                 |              |                |                |                |                                               |                                               |                                               |

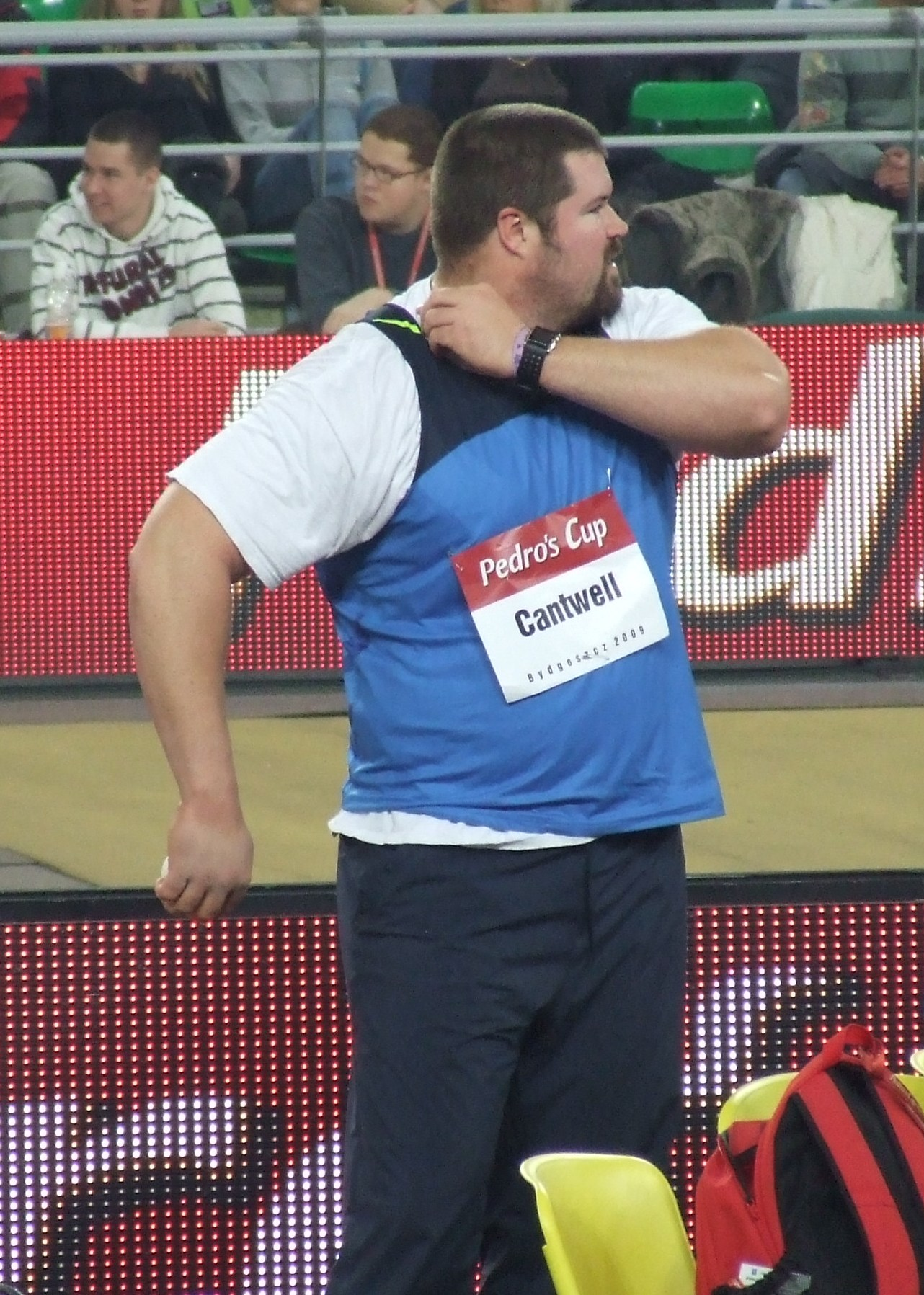
Weltmeister wurde Christian Cantwell, Olympiazweiter von 2008
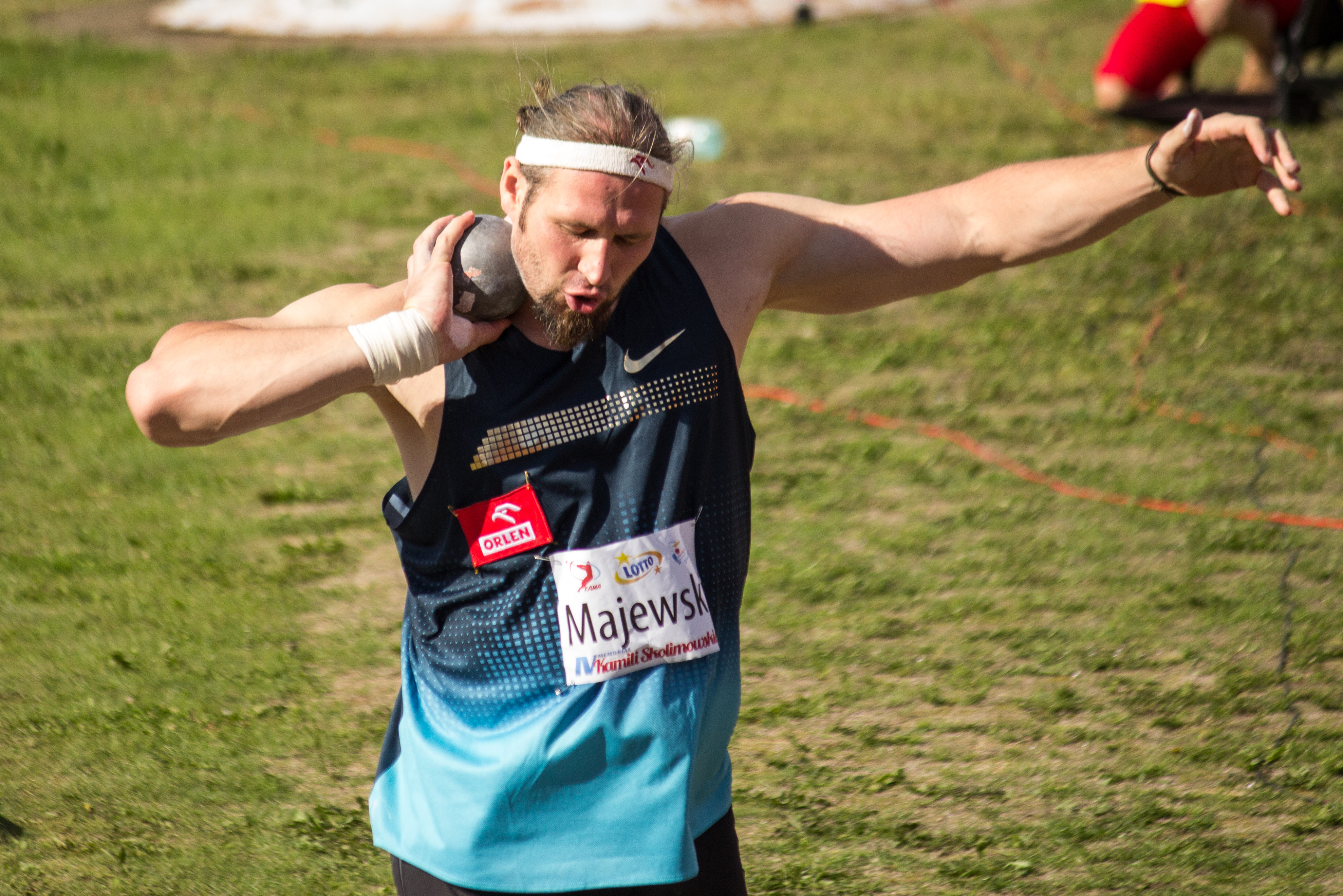
Nach Olympiagold 2008 gab es hier Silber für Tomasz Majewski
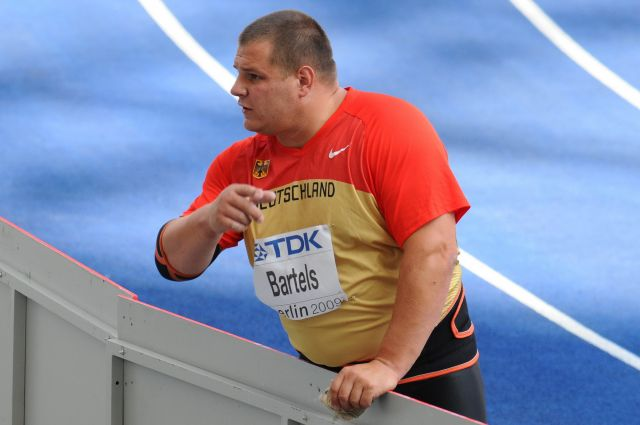
Ralf Bartels errang nach zwei Medaillen bei Europameisterschaften (2006: Gold / 2002: Bronze) mit Bronze nun auch eine WM-Medaille

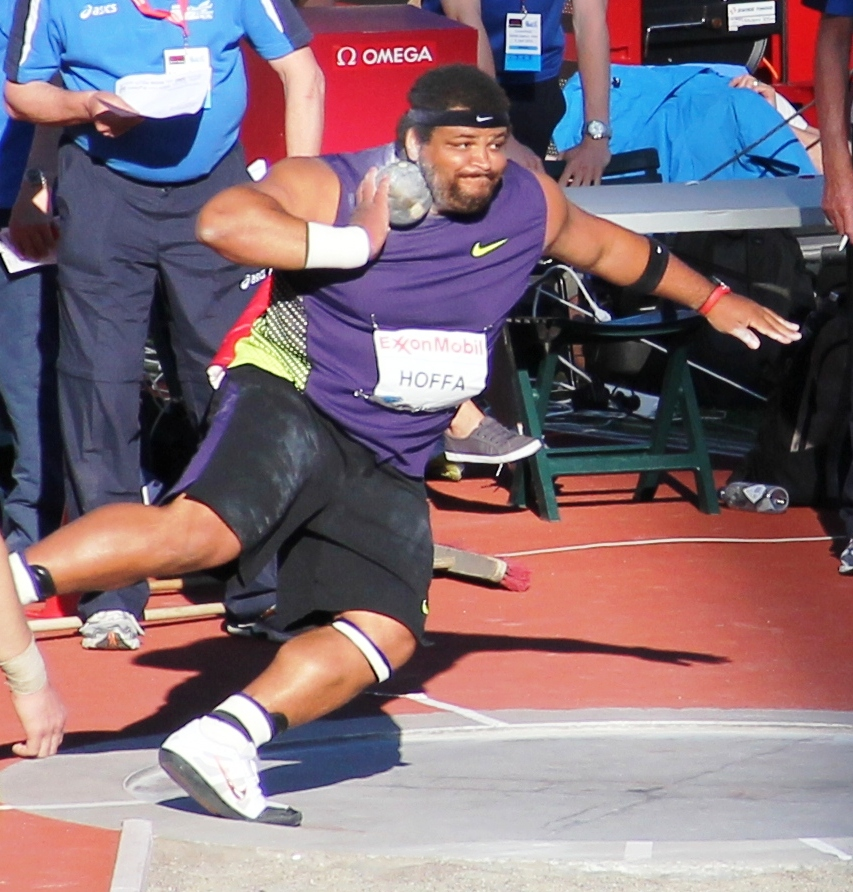
Titelverteidiger Reese Hoffa musste hier mit Platz vier zufrieden sein
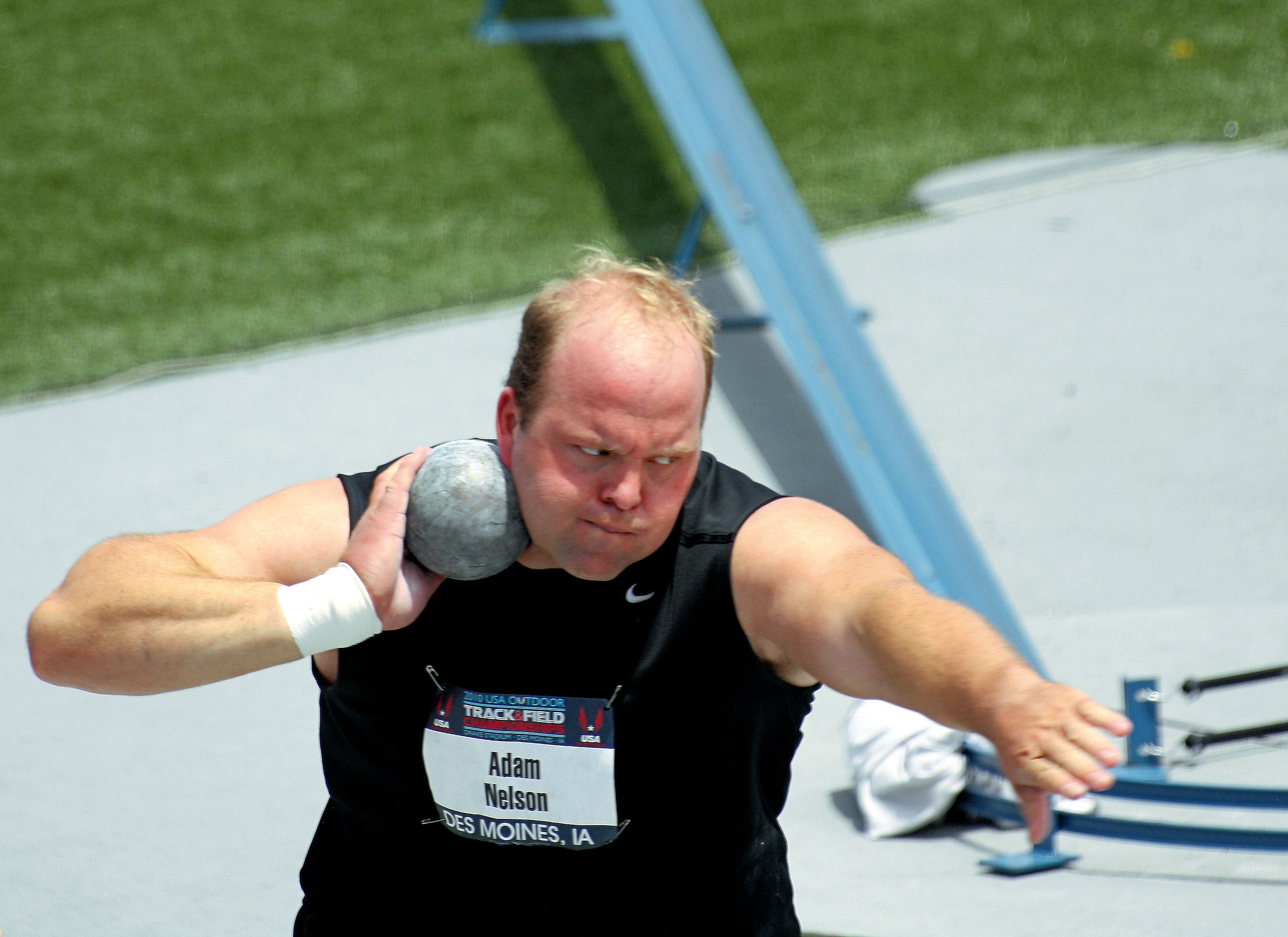
Rang fünf für Adam Nelson, den Weltmeister von 2005, der außerdem zweimal Olympiasilber (2000/2004) und dreimal WM-Silber (2001/2003/2007) gewonnen hatte
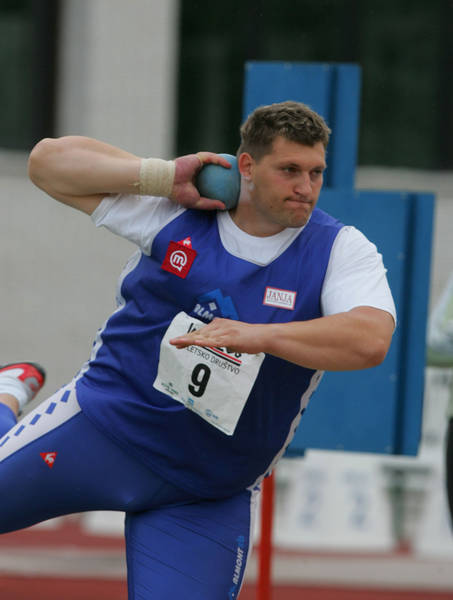
Miroslav Vodovnik belegte Rang sechs
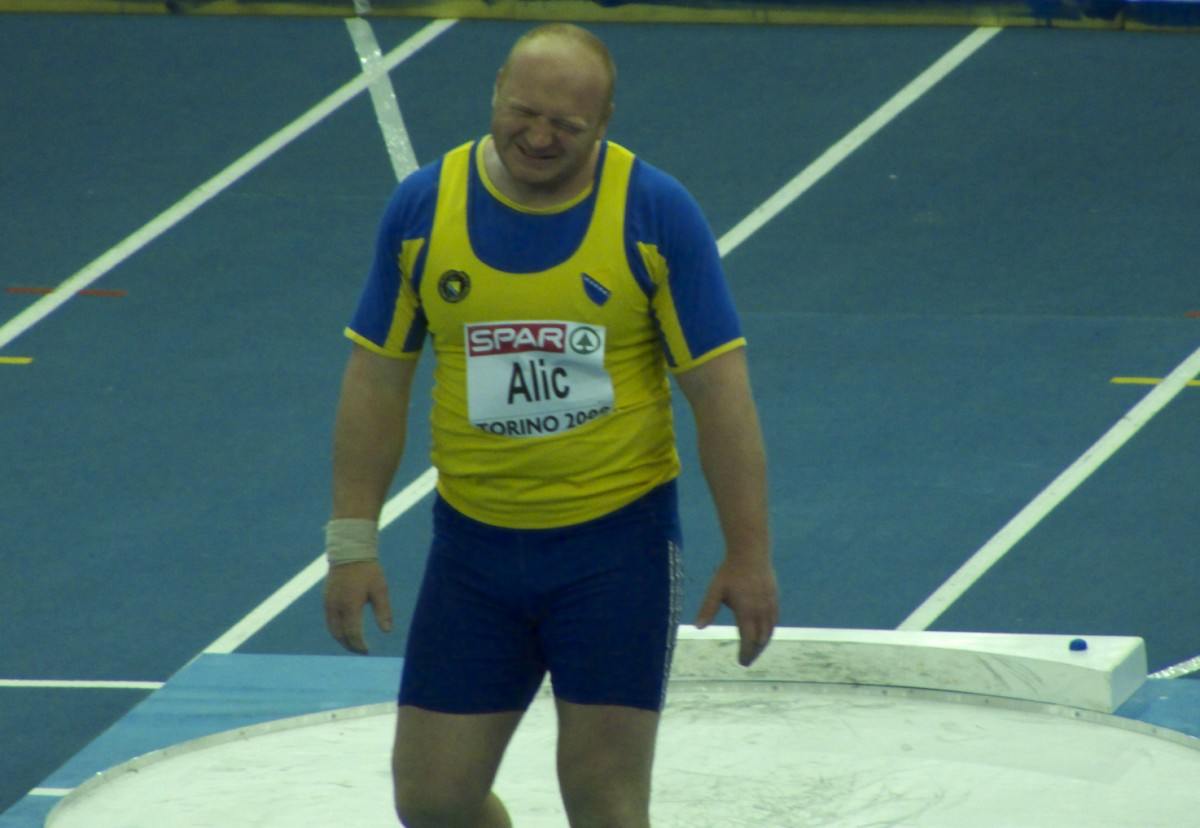
Hamza Alić kam auf den siebten Platz
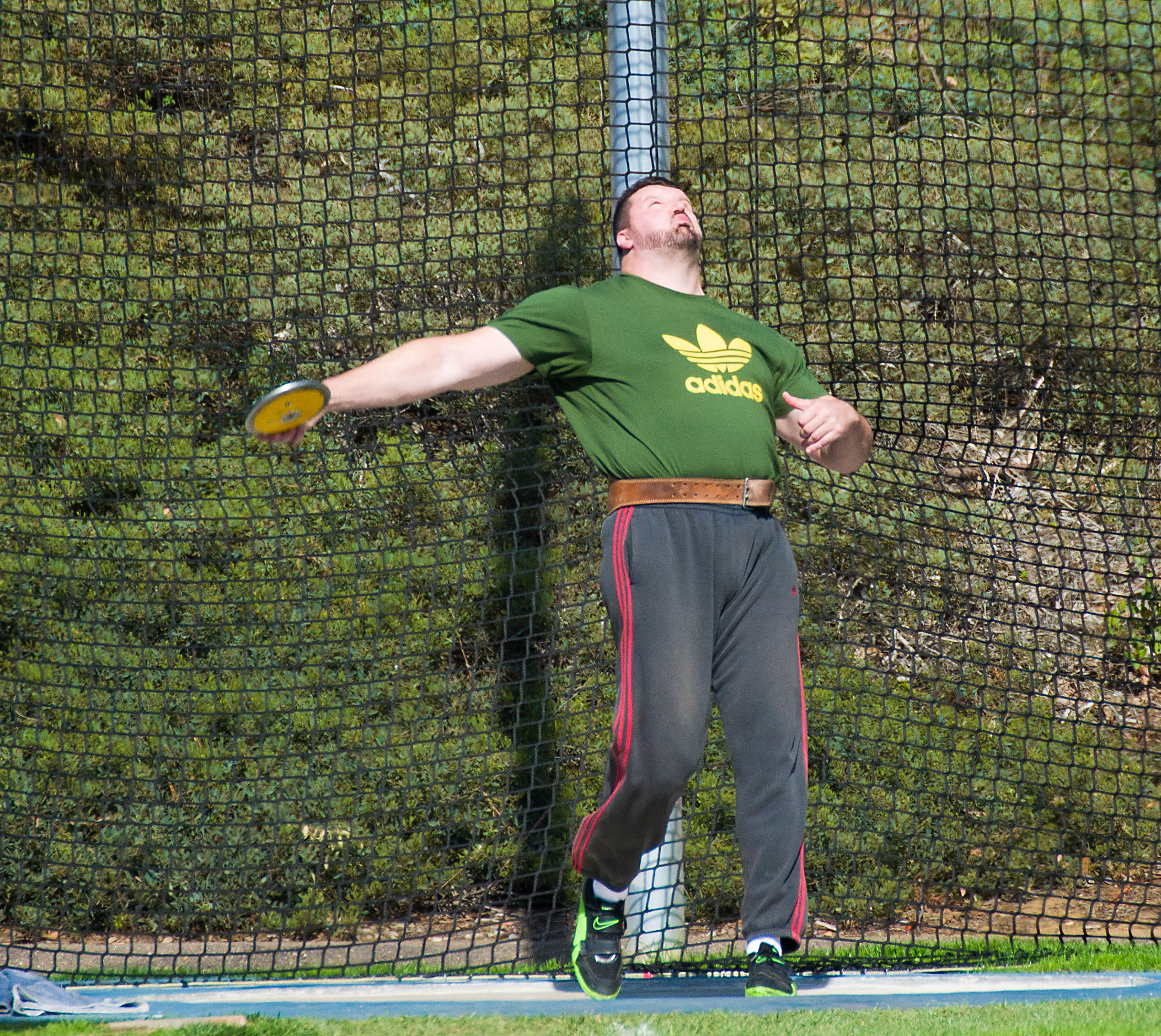
Der neuntplatzierte Carl Myerscough – hier als Diskuswerfer
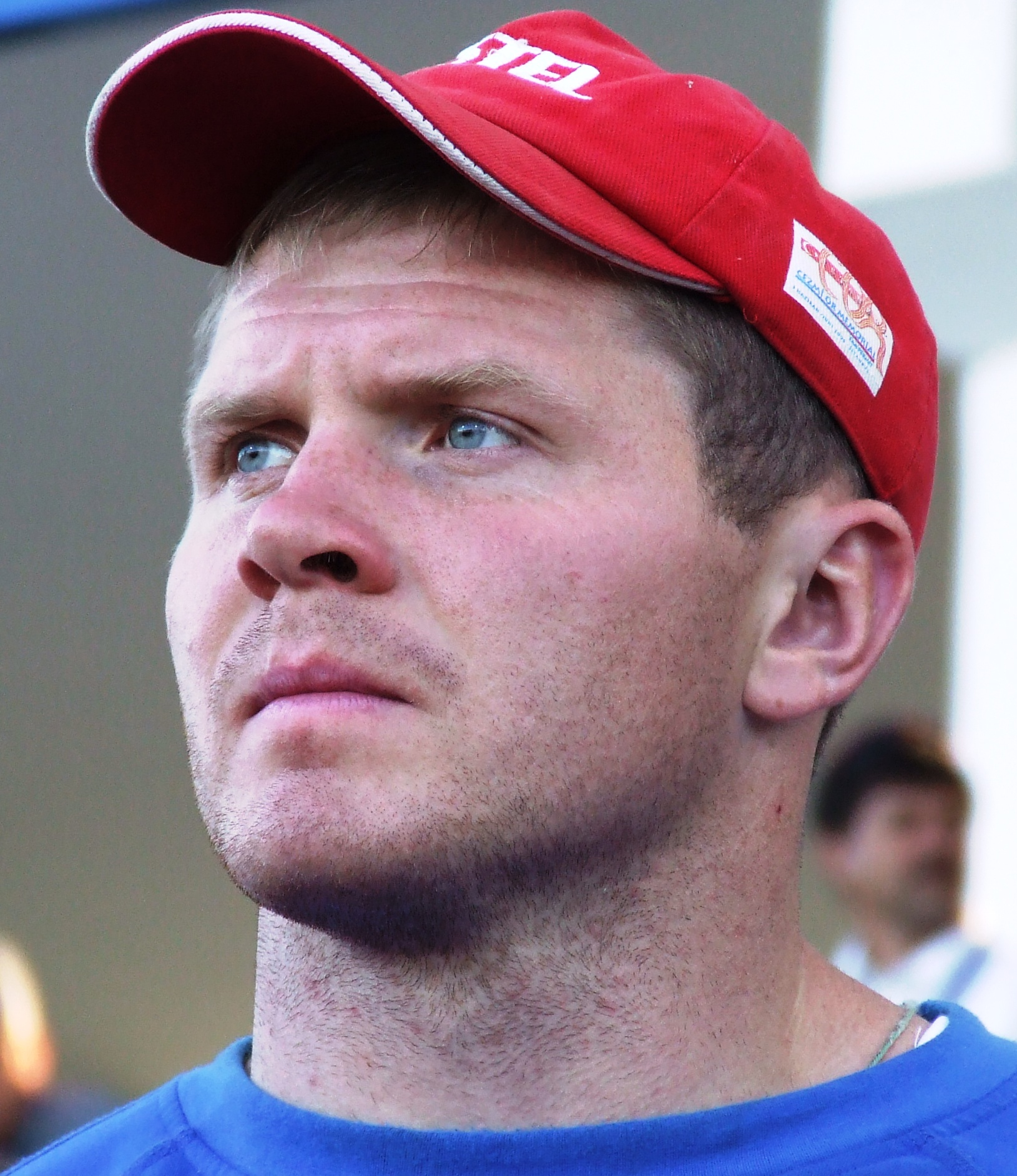
Dopingsünder Pawel Lyschin
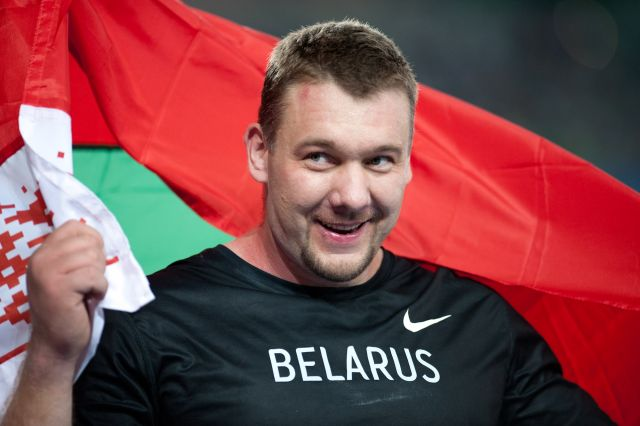
Andrej Michnewitsch wurde wegen Dopingbetrugs disqualifiziert

## Video
- Men's Shot Put Final - World Championships Berlin 2009, youtube.com, abgerufen am 26. November 2020